# Shadowfeet
"Shadowfeet" är den sjunde singeln av den nyzeeländska sångerskan Brooke Fraser. Singeln släpptes den 13 mars 2007 som den andra singeln från hennes andra studioalbum Albertine.
Låten debuterade på plats 39 på den nyzeeländska singellistan den 12 mars och låg som bäst på plats 13 den 16 april. Den tillbringade totalt 17 veckor på listan och föll bort efter den 2 juli.

## Listplaceringar
| Lista (2007) | Topplacering |
| ------------ | ------------ |
| Nya Zeeland  | 13           |